# Self Esteem
«Self Esteem» és el tercer senzill de la banda californiana The Offspring, i el segon del tercer àlbum, Smash. Durant molts anys fou la cançó que feia servir la banda per tancar els seus concerts.
La cançó fou un hit internacional tenint en compte l'estil musical, sent número 1 a Letònia, Noruega, Dinamarca i Suècia, però curiosament no tingué el mateix èxit als Estats Units o al Japó que «Come Out and Play». Va rebre una nominació als premis MTV Europe Music Awards a la millor cançó l'any 1995, però no va guanyar el premi. Fou certificat com a disc de platí a Noruega i disc d'or a Suècia.
El videoclip del senzill fou dirigit per Darren Lavett, com l'anterior per «Come Out and Play». El cantant, Dexter Holland, apareix en el videoclip vestint tres samarretes diferents dedicades a les bandes musicals Sex Pistols, The Germs i The Vandals. Posteriorment fou inclòs en la compilació de videoclips Complete Music Video Collection (2005).
La cançó ha aparegut en la banda sonora de diversos videojocs com Rock Band, SingStar Rocks!, Guitar Hero: Warriors of Rock, The Darkness II i Rock Band 3. En el cas del Rock Band, va aparèixer en un pack descarregable el 7 d'octubre de 2008 junt amb les cançons «Gone Away» i «Pretty Fly (For a White Guy)».

## Llista de cançons

### CD senzill, vinils 7" blau i 12" negre
| Núm. | Títol                   | Durada |
| ---- | ----------------------- | ------ |
| 1.   | «Self Esteem»           | 4:17   |
| 2.   | «Burn It Up»            | 2:43   |
| 3.   | «Jennifer Lost the War» | 2:35   |

### CD maxi
| Núm. | Títol                   | Durada |
| ---- | ----------------------- | ------ |
| 1.   | «Self Esteem»           | 4:17   |
| 2.   | «Jennifer Lost the War» | 2:35   |
| 3.   | «Burn It Up»            | 2:43   |

## Crèdits
- Dexter Holland − cantant, guitarra elèctrica
- Noodles − guitarra elèctrica, veus addicionals
- Greg K. − baix, veus addicionals
- Ron Welty − bateria